# قزل‌آلا (فیلم ۱۹۸۲)
قزل‌آلا (فرانسوی: La Truite‎) فیلمی به کارگردانی جوزف لوزی است که در سال ۱۹۸۲ منتشر شد.

## بازیگران
- ایزابل هوپر
- دانیل اولبریخسکی
- ژان-پیر کسل
- ژن مورو
- آلکسیس اسمیت
- کریگ استیونز
- جوزف لوزی
- روجرو ریموندی